# Lente de hielo

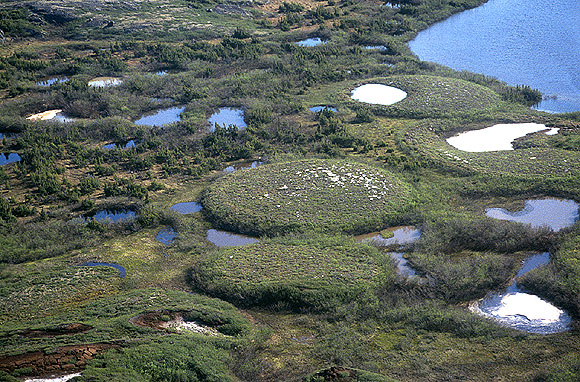
El crecimiento de lentes de hielo está detrás de la formación de palsas.

Un lente de hielo es una masa hielo con forma de lente formada por un proceso de segregación de hielo en suelo o alguna roca porosa. Los lentes de hielo suelen ser paralelos a la superficie. 
- Datos: Q1319360
- Multimedia: Ice lenses / Q1319360